# FFN Golden Tour 2016
Navigation
2015 2017
Le FFN Golden Tour 2016 est la quatrième édition du FFN Golden Tour, un circuit français de meeting de natation sportive. Les villes d'Amiens, de Marseille et de Nice accueillent chacune une compétition.

## Calendrier
| Date                  | Meeting                                    | Piscine               |
| --------------------- | ------------------------------------------ | --------------------- |
| 22 au 24 janvier 2016 | Meeting de Nice 2016                       | Piscine Jean Bouin    |
| 5 au 7 février 2016   | Meeting d'Amiens 2016                      | Piscine Coliseum      |
| 4 au 6 mars 2016      | Meeting Open Méditerranée 2016 (Marseille) | Piscine Pierre Garsau |

## Meeting

### Marseille
|                   | Messieurs              | Messieurs      | Dames                  | Dames              |
| Épreuve           | Nageur                 | Résultat       | Nageur                 | Résultat           |
| ----------------- | ---------------------- | -------------- | ---------------------- | ------------------ |
| 50 m nage libre   | Florent Manaudou       | 21 s 67        | Francesca Halsall      | 24 s 23            |
| 100 m nage libre  | Florent Manaudou       | 48 s 00        | Sarah Sjostrom         | 53 s 80            |
| 200 m nage libre  | Jérémy Stravius        | 1 min 47 s 65  | Sarah Sjostrom         | 1 min 55 s 48      |
| 400 m nage libre  | James Guy              | 3 min 47 s 96  | Coralie Balmy          | 4 min 04 s 39      |
| 800 m nage libre  | Ediz Yildirimer        | 8 min 04 s 39  | Mireia Belmonte Garcia | 8 min 29 s 70      |
| 1500 m nage libre | Damien Joly            | 14 min 58 s 18 | Mireia Belmonte Garcia | 16 min 14 s 88     |
| 50 m dos          | Camille Lacourt        | 25 s 20        | Anastasiia Fesikova    | 28 s 16            |
| 100 m dos         | Jan-Philip Glania      | 54 s 32        | Anastasiia Fesikova    | 59 s 91            |
| 200 m dos         | Jan-Philip Glania      | 1 min 58 s 52  | Katinka Hosszu         | 2 min 07 s 36      |
| 50 m brasse       | Giacomo Perez-Dortona  | 27 s 62        | Martina Carraro        | 31 s 13            |
| 100 m brasse      | Kirill Prigoda         | 1 min 00 s 99  | Viktoria Zeynep Gunes  | 1 min 07 s 51      |
| 200 m brasse      | Marco Koch             | 2 min 08 s 85  | Viktoria Zeynep Gunes  | 2 min 24 s 55      |
| 50 m papillon     | Mehdy Metella          | 23 s 95        | Sarah Sjostrom         | 25 s 18            |
| 100 m papillon    | Matteo Rivolta         | 52 s 46        | Sarah Sjostrom         | 57 s 01            |
| 200 m papillon    | Carlos Peralta Gallego | 1 min 56 s 20  | Lara Grangeon          | 2 min 07 s 98      |
| 200 m 4 nages     | David Verraszto        | 2 min 00 s 86  | Katinka Hosszu         | 2 min 07 s 69      |
| 400 m 4 nages     | David Verraszto        | 4 min 12 s 63  | Katinka Hosszu         | 4 min 29 s 89 (RE) |